# Arteixo
Arteixo – miasto w północno-zachodniej Hiszpanii, w prowincji A Coruña, we wspólnocie autonomicznej Galicja (Hiszpania).

## Historia
- pierwsze wzmianki pochodzą z dokumentów znalezionych w grobowcu w klasztorze San Salvador w Celanova datownych na rok 942